# زهرا (نام کوچک)
زهرا از نام‌های اسلامی - عربی برای بانوان است و شاید به یکی از افراد زیر اشاره نماید:
- فاطمه زهرا دختر پیامبر اسلام  محمد و همسر نخستین امام شیعیان علی بن ابیطالب
- سیده زهرا حسینی از بانوان مبارز ایرانی در سال‌های دفاع مقدس
- زهرا کیا
- زهرا مصطفوی فرزند روح‌الله خمینی
- زهرا یعقوبی
- زهرا سعیدی بازیگر اهل ایران
- زهرا نعمتی کماندار معلول ایرانی و قهرمان بازی‌های پارالمپیک تابستانی ۲۰۱۲
- زهرا معصوم‌آبادی بازی‌کن کبدی و دارنده نشان نقره بازی‌های آسیایی 2014
- زهرا دهقان کماندار اهل ایران